# Canton du Mans-5
Le canton du Mans-5 est une circonscription électorale française du département de la Sarthe.

## Histoire
Un nouveau découpage territorial de la Sarthe entre en vigueur à l'occasion des premières élections départementales suivant le décret du 24 février 2014. Les conseillers départementaux sont, à compter de ces élections, élus au scrutin majoritaire binominal mixte. Les électeurs de chaque canton élisent au Conseil départemental, nouvelle appellation du Conseil général, deux membres de sexe différent, qui se présentent en binôme de candidats. Les conseillers départementaux sont élus pour 6 ans au scrutin binominal majoritaire à deux tours, l'accès au second tour nécessitant 12,5 % des inscrits au 1er tour. En outre la totalité des conseillers départementaux est renouvelée. Ce nouveau mode de scrutin nécessite un redécoupage des cantons dont le nombre est divisé par deux avec arrondi à l'unité impaire supérieure si ce nombre n'est pas entier impair, assorti de conditions de seuils minimaux. Dans la Sarthe, le nombre de cantons passe ainsi de 40 à 21.
Le canton du Mans-5 est formé d'une fraction de la commune du Mans. Il est entièrement inclus dans l'arrondissement du Mans. Le bureau centralisateur est situé au Mans.

## Représentation
| Période élective | Période élective | Mandat | Mandat   | Identité          | Nuance | Nuance | Qualité |
| ---------------- | ---------------- | ------ | -------- | ----------------- | ------ | ------ | --- |
| 2015             | 2021             | 2015   | 2021     | Yves Calippe      |        | PCF    | Retraité métallurgie, ancien délégué syndical, 12e adjoint au maire du Mans, 4e adjoint depuis 2020                                                        |
| 2015             | 2021             | 2015   | 2021     | Jacqueline Pedoya |        | PS     | Enseignante en formation professionnelle, 11e adjointe au maire du Mans (2001-2020), ancienne conseillère générale du canton du Mans-Ville-Est (2001-2015) |
| 2021             | 2028             | 2021   | en cours | Blandine Affagard |        | PS     | Cheffe d'entreprise, conseillère municipale du Mans |
| 2021             | 2028             | 2021   | en cours | Yves Calippe      |        | PCF    | Conseiller sortant |

### Résultats détaillés

#### Élections de mars 2015
À l'issue du 1er tour des élections départementales de 2015, deux binômes sont en ballottage : Yves Calippe et Jacqueline Pedoya (Union de la Gauche, 31,9 %) et Dominique Genevrey et Louis Valmenier (FN, 28,3 %). Le taux de participation est de 41,96 % (5 584 votants sur 13 307 inscrits) contre 49,74 % au niveau départemental et 50,17 % au niveau national.
Au second tour, Yves Calippe et Jacqueline Pedoya (Union de la Gauche) sont élus avec 63,73 % des suffrages exprimés et un taux de participation de 42,28 % (3 122 voix pour 5 626 votants et 13 307 inscrits).
Yves Calippe était candidat sans l'investiture du PCF.

#### Élections de juin 2021
Le premier tour des élections départementales de 2021 est marqué par un très faible taux de participation (33,26 % au niveau national). Dans le canton du Mans-5, ce taux de participation est de 21,81 % (2 736 votants sur 12 544 inscrits) contre 29,78 % au niveau départemental. À l'issue de ce premier tour, deux binômes sont en ballottage : Blandine Affagard et Yves Calippe (Union à gauche, 29,19 %) et Ouafa Le Boterff et Matthias Tavel (Union à gauche avec des écologistes, 21,03 %).
Le second tour des élections est marqué une nouvelle fois par une abstention massive équivalente au premier tour. Les taux de participation sont de 34,36 % au niveau national, 30,67 % dans le département et 21,9 % dans le canton du Mans-5. Blandine Affagard et Yves Calippe (Union à gauche) sont élus avec 56,54 % des suffrages exprimés (1 206 voix pour 2 747 votants et 12 545 inscrits),,.

## Composition
| Nom                             | Code Insee | Intercommunalité     | Superficie (km2) | Population (dernière pop. légale)                 | Densité (hab./km2) | Modifier                                    |
| ------------------------------- | ---------- | -------------------- | ---------------- | ------------------------------------------------- | ------------------ | ------------------------------------------- |
| Le Mans (bureau centralisateur) | 72181      | CU Le Mans Métropole | 52,81            | Fraction : 24 874 (2022) Commune : 145 182 (2022) | 2 749              | modifier les données · modifier les données |
| Canton du Mans-5                | 7214       |                      |                  | 24 874 (2022)                                     |                    | modifier les données                        |

Le canton du Mans-5 comprend la partie de la commune du Mans située au sud et à l'est d'une ligne définie par l'axe des voies et limites suivantes : depuis la limite territoriale de la commune d'Yvré-l'Evêque, rue de Danemark, rue d'Écosse, rue de l'Estérel, rue des Pays-Bas, rue de la Bertinière, rue de Mayence, rue de la Mare, rue Alfred-de-Musset, rue du Ponceau, ligne de chemin de fer, pont de la Foucaudière, boulevard Pierre-Brossolette, boulevard Jean-Moulin, boulevard Georges-Clemenceau, rue Raymond-Persigan, rue Jean-Bart, rue Sonia-Delaunay, rue Claude-Monet, avenue du Docteur-Jean-Mac, route de Parigné, jusqu'à la limite territoriale de la commune de Changé.

## Démographie
En 2022, le canton comptait 24 874 habitants, en évolution de +3,71 % par rapport à 2016 (Sarthe : −0,25 %, France hors Mayotte : +2,11 %).
| 2013   | 2018   | 2022   |
| ------ | ------ | ------ |
| 23 843 | 24 171 | 24 874 |